# DK Lacertae
DK Lacertae war eine Nova, die 1950 im Sternbild Eidechse aufleuchtete. DK Lacertae erreichte Messungen zufolge eine Helligkeit von 5,0 mag.
Der Namensteil „DK“ folgt den Regeln zur Benennung veränderlicher Sterne und besagt, dass DK Lacertae der 133te veränderliche Stern ist, der im Sternbild Eidechse (Lacerta) entdeckt wurde.

## Koordinaten
- Rektaszension:22h 49m 46s.43
- Deklination: +53° 17' 18".1